# Ordobrevia nubifera
Ordobrevia nubifera är en skalbaggsart som beskrevs av Henry Clinton Fall. Ordobrevia nubifera ingår i släktet Ordobrevia och familjen bäckbaggar. Inga underarter finns listade i Catalogue of Life.